# Neobuthus fryntai
Espèce
Neobuthus fryntai est une espèce de scorpions de la famille des Buthidae.

## Distribution
Cette espèce est endémique du Somaliland en Somalie. Elle se rencontre dans les monts Gacan Libaax vers Kalwarabe.

## Description
Le mâle holotype mesure 25,89 mm et la femelle paratype 28,02 mm.

## Systématique et taxinomie
Cette espèce a été décrite par Kovařík, Elmi et Frýdlová en 2023.

## Étymologie
Cette espèce est nommée en l'honneur de Daniel Frynta.

## Publication originale
- Kovařík, Elmi & Frýdlová, 2023 : « Scorpions of the Horn of Africa (Arachnida: Scorpiones). Part XXIX. A new species of Neobuthus from Somaliland (Buthidae). » Acta Societatis Zoologicae Bohemicae, vol. 86, p. 59-69.